# Feynmandiagram

Exempel på ett Feynmandiagram. Två elektroner växelverkar genom att utbyta en virtuell foton.

Ett Feynmandiagram är en beräkningsmetod inom kvantfältteorin, uppfunnen av den amerikanske fysikern Richard Feynman. De kallas också (sällan) Stückelbergdiagram eller (för några särskilda fall) pingvindiagram. Diagrammen är grafer, där strecken (strålarna) föreställer partiklar som växelverkar. Varje linje och varje nod (mötespunkt mellan linjer) motsvarar en matematisk term. Sannolikheten att en viss växelverkan skall ske kan beräknas genom att rita motsvarande diagram och använda det för att härleda det korrekta matematiska uttrycket. Feynmandiagram är i grunden en bokföringsmetod med en enkel visuell fysikalisk tolkning av en händelse.
Storleken hos växelverkan mellan två partiklar är förknippad med träffytan, i princip sannolikheten att växelverkan äger rum. Om växelverkans styrka inte är alltför stor, det vill säga om den kan hanteras med störningsteori, kan denna träffyta uttryckas som en serie termer (dysonserien) som kan beskrivas i form av en liten berättelse som liknar den följande.
- (Det var en gång) två partiklar som rörde sig fritt med en relativ hastighet (man ritar två linjer riktade uppåt)
- De mötte varann (linjerna möts i en nod)
- strosade tillsammans på samma stig ett tag (de två linjerna blir en linje ett tag)
- och skiljdes sedan åter (en andra nod)
- men de upptäckte att deras hastighet hade ändrats och de inte var sig själva längre (två linjer dras uppåt från den andra noden, ibland med en annorlunda stil för att symbolisera förändringen som partiklarna genomgått.

Denna berättelse kan ritas som ett feynmandiagram som i allmänhet är lättare att komma ihåg än den motsvarande dysonserien. Den informella berättelsetolkningen och likheten med tidiga bubbelkammarexperiment har gjort feynmandiagram mycket populära. Feynmandiagram är dock endast meningsfulla om dysonserien konvergerar snabbt. Inom QED går det bra eftersom kopplingskonstanten α är mycket mindre än ett. Serieutveckling fungerar dock inte för kvantkromodynamik, teorin för den starka växelverkan.